# Nagasaki portugués
Nagasaki Portugués o Nagasaki Eclesiástico se refiere al período durante el cual la ciudad de Nagasaki estuvo bajo administración extranjera, entre 1580 y 1587. Concedido formalmente a los jesuitas, representantes de la Corona portuguesa, eran considerados la máxima autoridad en la ciudad cuando estaban presente, según los derechos portugueses de Padroado. 

## Primeros contactos con los portugueses

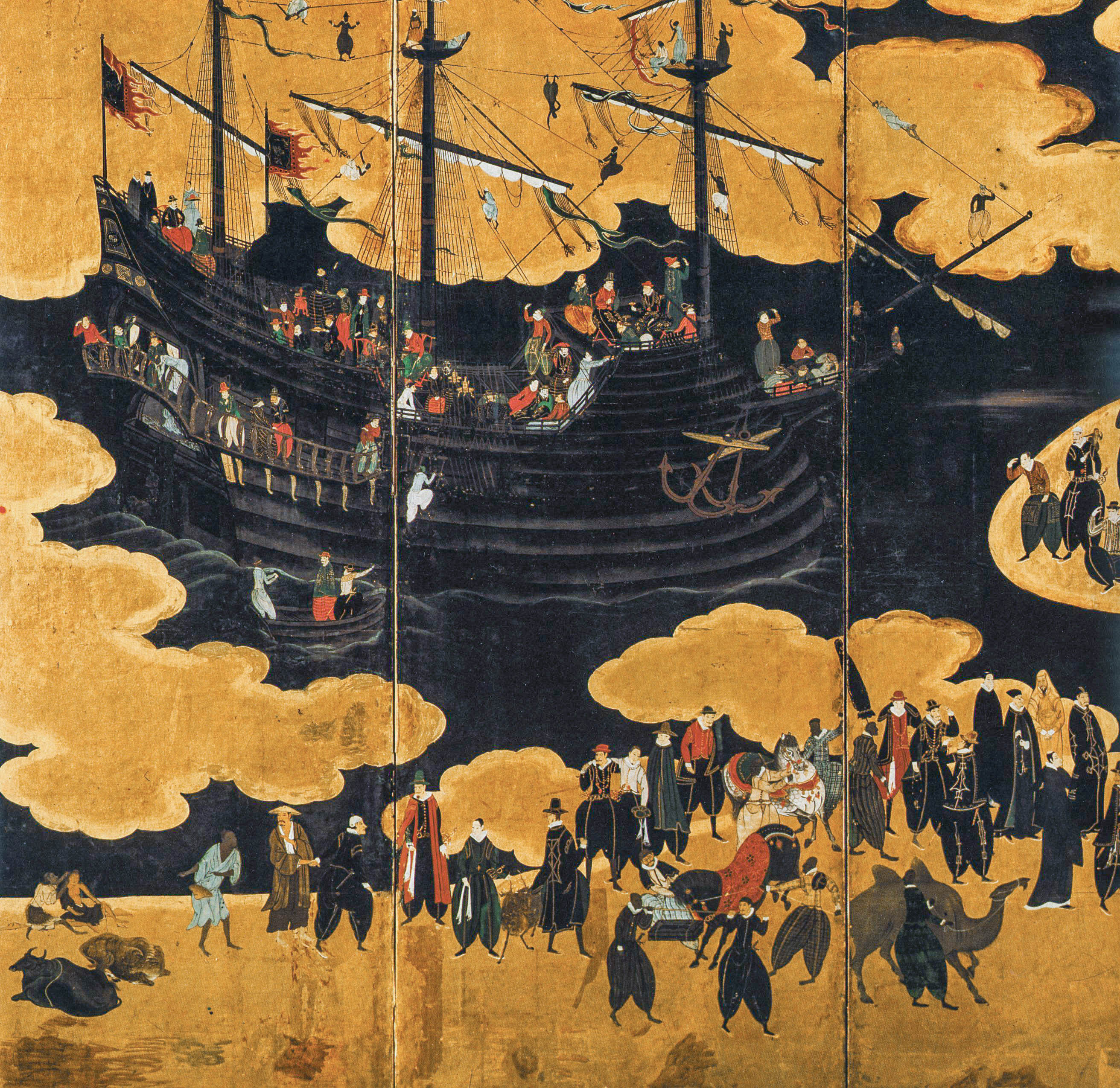
Pantalla que representa la descarga del barco negro. La carraca portuguesa está representada con gran detalle.

El primer desembarco portugués (y, dicho sea de paso, occidental) en suelo japonés parece haber sido en 1543, después de que un grupo de comerciantes portugueses que viajaban a bordo de un junco comercial hacia China se desviaron del rumbo hacia la isla de Tanegashima. 
A partir de entonces, comenzó el comercio entre los portugueses de Malaca, China y Japón, ya que los portugueses aprovecharon el embargo comercial chino sobre Japón para actuar como intermediarios entre las dos naciones. En 1550, el rey Juan III de Portugal declaró el comercio japonés como un "monopolio de la corona" y, en adelante, solo los barcos autorizados por Goa pudieron hacer el viaje. En 1557 las autoridades de Cantón arrendaron Macao a los portugueses para apoyar este comercio, a cambio de tributos en plata. 
El estado de guerra civil en Japón fue muy beneficioso para los portugueses, ya que varios señores competidores buscaron atraer el "barco negro" portugués y su comercio a sus dominios. Inicialmente los portugueses fueron llamados a Firando (Hirado) perteneciente a Matsura Takanobu, y a Bungo perteneciente a Ōtomo Sōrin, pero en 1562 se trasladaron a Yokoseura cuando su señor, Omura Sumitada, se ofreció a ser el primer señor en convertirse al cristianismo, adoptando el nombre Dom Bartolomeu. En 1564 se enfrentó a una rebelión instigada por sacerdotes budistas y Yokoseura fue arrasada.
En 1571 Dom Bartolomeu, u Omura Sumitada, cedió a los jesuitas unas tierras en el pequeño pueblo pesquero de Nagasaki, que se dividió en seis barrios, para recibir a los cristianos exiliados de otros territorios y a los comerciantes portugueses. Los jesuitas construyeron una capilla y un colegio con el nombre de St. Paul, como los de Goa y Malaca. En 1579, Nagasaki tenía 400 hogares, con algunos portugueses casados.

### Arrendamiento
Temiendo que Nagasaki cayera ante su rival Takanobu, Omura Sumitada o Dom Bartolomeu, decidió ceder la ciudad directamente a los jesuitas en 1580.
Como designado "Visitador de Misiones en Indias", Alessandro Valignano fue el encargado de concluir con Sumitada los términos del contrato de arrendamiento, incluidos todos los detalles legales, siendo él mismo un jurista. Los jesuitas se encargarían de elegir un regedor para administrar la ciudad y jurar lealtad a Sumitada, quien todavía era considerado nominalmente el señor del territorio. Mediante este acuerdo bilateral, Nagasaki se encontraba en una situación muy similar a la de Macao, donde los portugueses habían acordado pagar a las autoridades de Cantón una tarifa a cambio de privilegios especiales sobre el territorio. 

## La ciudad

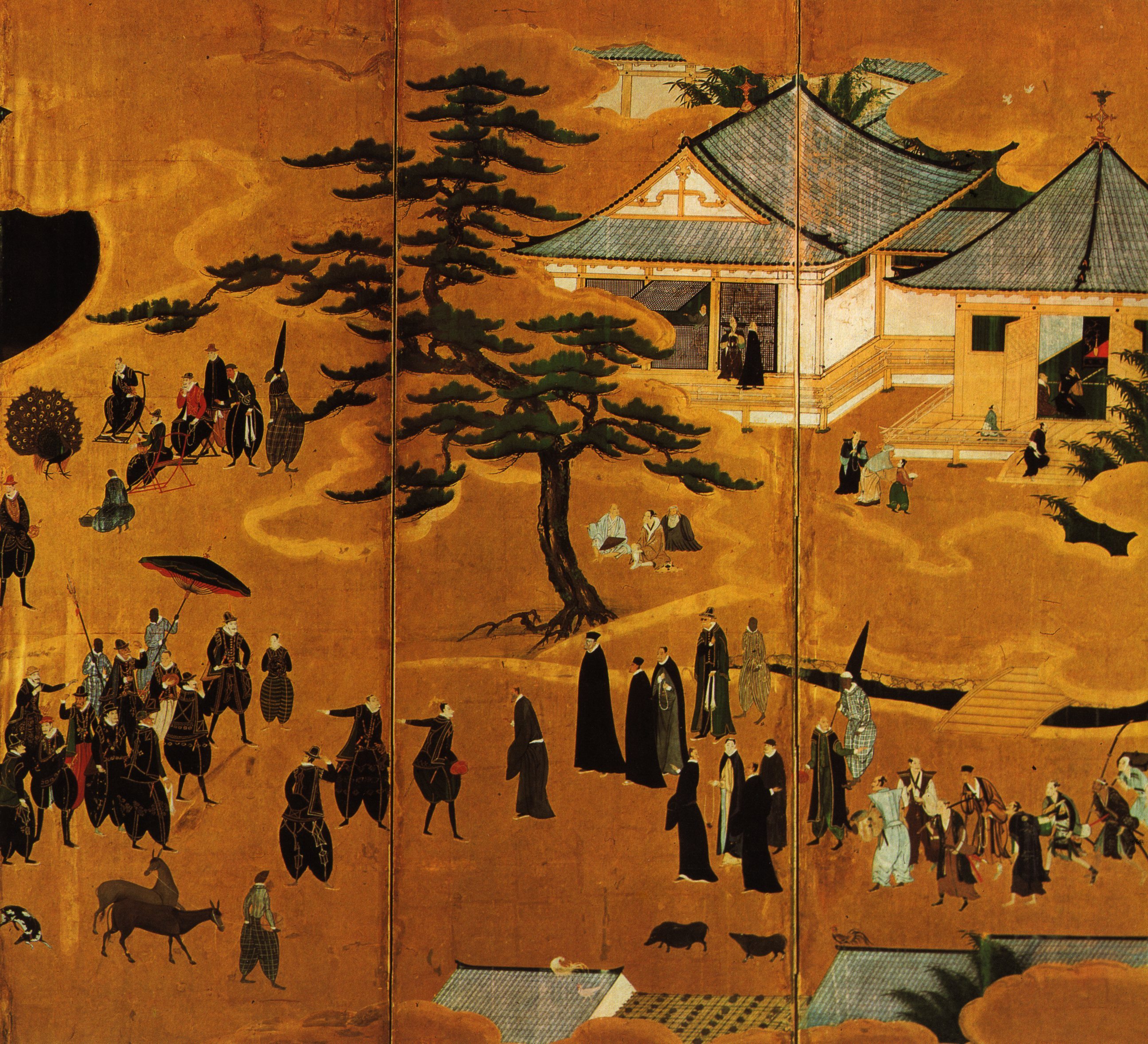
La descarga del barco negro, lado derecho de la pantalla que se muestra arriba

A diferencia de muchas ciudades asiáticas construidas sobre una cuadrícula inspirada en el modelo chino, Nagasaki se construyó alrededor de un centro donde se ubicaba el edificio más importante, la iglesia, Misericordia y el ayuntamiento, aunque no tenía ninguna fortificación.
Entre 1603 y 1613 Nagasaki tendría también una escuela de pintura, dirigida por el italiano Giovanni Nicolo.
Nagasaki tenía un "Código Civil" y un "Código Penal", distintos de la ley japonesa, que se adaptó al derecho romano; se redujeron los castigos corporales. La ciudad fue descrita por tener "una cantidad inusual de niños", ya que sus habitantes cristianos evitaban el infanticidio, algo común en la sociedad japonesa. Las casas estaban pintadas de blanco, como a la moda portuguesa. La ciudad tenía 5000 habitantes en 1590 y 15 000 en 1600.
El "barco negro", conocido por los portugueses como el nau do trato ("el barco comercial"), llegaba de Goa una vez al año, entre agosto y septiembre, y se marchaba tan pronto como cambiaban los vientos, generalmente en noviembre o después, en febrero o marzo, un viaje que podría tardar hasta 2 años o más en completarse, debido a los diferentes patrones de monzones en el este y sureste de Asia. Siempre que el barco estaba en puerto, su capitán actuaba como la máxima autoridad en cualquier asunto relacionado con la ciudad. 

## Fin del dominio portugués
En 1586, las tierras del clan Omura fueron invadidas por las fuerzas de Shimazu Yoshihisa, lo que amenazó enormemente a la ciudad. A petición de Otomo Sorin de Bungo, Toyotomi Hideyoshi intervino, por lo que Shimazu Yoshihisa fue derrotado al año siguiente. Hideyoshi, sin embargo, aprovechó la oportunidad para anunciar el primer edicto anticristiano y ordenó que Nagasaki fuera devuelto al control del clan Omura, poniendo así fin al control extranjero de la ciudad. Sin embargo, siguió siendo el principal puerto de escala de los barcos portugueses en las décadas siguientes. 